# Presto
Presto是一個由Opera Software開發的網頁瀏覽器排版引擎，由Opera 7.0至12.18版本所使用。
Presto取代了舊版Opera 4至6版本使用的Elektra排版引擎，包括加入動態功能，例如網頁或其部分可隨著DOM及Script語法的事件而重新排版。Presto在推出後不斷有更新版本推出，使不少錯誤得以修正，以及閱讀JavaScript效能得以最佳化。
2013年2月12日，Opera宣佈將結束Presto引擎的開發，未來將以Webkit引擎為主。
2016年2月15日，传出Opera被收购的消息，同日Presto内核版Opera更新到12.18。

## JavaScript引擎
Opera的Pre-Presto版本使用了Linear A引擎。以Presto的Core fork為基礎，Opera 7.0至9.27的Opera版本使用了Linear B引擎。Futhark引擎使用在Presto的Core 2 fork的一些版本，即Opera 9.5至10.10版本。在當時，Futhark是世界上最快的引擎，但在2008年，新一代JavaScript引擎如Google（V8）、Mozilla（TraceMonkey）及Apple（SquirrelFish）已領先一步，加入了機器語言生成。這開闢了在客戶端進行大量計算的可能性，Futhark雖然依舊快速和高效，但仍然無法企及。
2009年2月5日，Opera推出了Carakan引擎，擁有基於暫存器的位元組碼，機器語言生成，自動對象分類及整體性能改進。

## 以Presto為基礎的應用程式

### 網路瀏覽器
- Opera
  - Opera 7至12版本
  - Opera Mobile 9.5至12版本
  - Opera Mini
- Nintendo
  - Nintendo DS Browser（基於Opera）[7]
  - Nintendo DSi Browser（基於Opera）[8]
  - Wii Internet Channel瀏覽器（基於Opera）[9]
- Nokia 770瀏覽器（基於Opera）
- Sony Mylo COM-1's瀏覽器（基於Opera）[10]

### HTML編輯器
- Adobe Dreamweaver MX至CS3版本（CS4及以後版本使用Webkit）
- Adobe Creative Suite 2[11]
- Adobe Creative Suite 3[12]
- Virtual Mechanics SiteSpinner Pro[13]

## 原始碼洩漏
12.15版本的原始碼被洩漏到GitHub。2017年1月14日，在數位千禧年著作權法的要求下被刪除。2017年1月18日，Opera軟體公司已經確認了原始碼的真實性。